# Iván Shishman
Iván Shishman (en búlgaro: Иван Шишман, romanizado: Ivan Šišman, búlgaro medio: Їѡаннъ Шишманъ; Tarnovo, c. 1350-Nikopol, 3 de junio de 1395) gobernó como zar de Bulgaria en Tarnovo desde el 17 de febrero de 1371 hasta el 3 de junio de 1395. La autoridad de Iván Shishman se limitó a la parte central del Imperio búlgaro. Su política indecisa e inconsistente hizo poco para evitar la caída de su país bajo el dominio otomano. En 1393 los turcos otomanos tomaron su capital, Tarnovo. Dos años después, capturaron sus últimos baluartes y lo ejecutaron.
A pesar de la debilidad política y militar, durante su reinado Bulgaria siguió siendo un importante centro cultural y las ideas del hesicasmo dominaron la Iglesia ortodoxa búlgara. El Patriarca Eutimio de Tarnovo se convirtió en la figura más prominente en la vida cultural del país. Una serie de textos fueron escritos o traducidos y una reforma ortográfica del idioma búlgaro fue emitida con normas sincronizadas. Después de la caída de Bulgaria, una serie de académicos encontraron refugio en los otros países ortodoxos y llevaron consigo los logros de la cultura búlgara.
El reinado de Iván Shishman esta estrechamente conectado con la caída de Bulgaria bajo la dominación otomana. Aunque no existen fuentes históricas que prueben que haya tomado un papel activo en la defensa del país, en el folclore búlgaro es retratado como un gobernante legendario y heroico que luchó desesperadamente contra las abrumadoras fuerzas otomanas. Existen numerosos lugares, características geográficas y fortalezas que llevan su nombre alrededor de toda Bulgaria.

## Primeros años
Nacido en 1350 o 1351, Iván Shishman era el hijo mayor del emperador (zar) Iván Alejandro de Bulgaria con su segunda esposa Sara Teodora, una judía convertida a la fe ortodoxa. Su nacimiento provocó un debate en la corte sobre la sucesión al trono de Bulgaria. Iván tenía dos hermanos mayores todavía vivos de la primera esposa de su padre, Teodora de Valaquia. El hijo mayor, Miguel Asen, fue proclamado sucesor y coemperador poco después de la ascensión de su padre al trono. Sin embargo, cuando murió prematuramente en una batalla contra los turcos en 1355, el asunto volvió a tratarse. Es probable que Sara Teodora presionara a su esposo para que seleccionara a su propio hijo como sucesor, aunque Iván Esratsimir era el siguiente en la línea sucesoria. El asunto fue decidido en favor de Iván Shishman debido a que este había nacido en la púrpura, es decir después que su padre fuera coronado, con lo que lo hacía elegible como sucesor. A finales de 1355, Shishman había sido proclamado heredero al trono y coemperador.
Estos hechos llevaron a un conflicto con Iván Esratsimir, que había recibido el gobierno de Vidin, probablemente como una compensación. Las fuentes son poco claras, pero otro indicativo del conflicto sería la ausencia del retrato de Esratsimir en los Evangelios de Iván Alejandro, donde la toda familia del zar estaba representada. En 1356 Esratsimir se proclamó zar en Vidin. Junto con su padre y su hermano menor, Iván Asen, Iván convocó y presidió los concilios eclesiásticos en Tarnovo a finales de la década de 1360.

## Zar de Bulgaria

### Reinado antes de 1388

El Segundo Imperio búlgaro después de la coronación de Iván Shishman. Su hermano Iván Esratsimir controlaba Vidin, al noroeste, y el déspota Dobrotitsa, la costa al este.

A sus veinte años, Iván fue proclamado emperador (zar) después de la muerte de su padre el 17 de febrero de 1371. Sin embargo, heredó algunas partes del reino de su padre: gobernó las tierras entre el río Iskar y Silistra, el valle de Sofía, partes de las montañas Ródope y el norte de Tracia. Hacia el oeste, la región alrededor de Vidin reconocía a Iván Esratsimir como zar mientras que al este, el Despotado de Dobruja, que abarcaba una franja de tierra costera entre el delta del Danubio y el cabo Emine era gobernado por el déspota Dobrotitsa, también no reconocía la autoridad del zar en Tarnovo. Los cronistas contemporáneos como Johann Schiltberger mencionan la existencia de tres reinos simultáneos, todos llamados «Bulgaria». Así, el país fue dividido en vísperas de la invasión otomana, a pesar de las reclamaciones de Iván en sus cartas reales, en las cuales se autodenominaba emperador principal en un intento de destacar la existencia de una jerarquía entre los tres monarcas. Sin embargo, esta jerarquía quedó en papel; para reafirmar su independencia de Tarnovo, tanto Esratsimir como Dobrotitsa separaron sus diócesis del Patriarcado de Bulgaria. Según John V. Fine, inmediatamente después de la muerte de Iván Alejandro, Iván Esratsimir intentó reunificar Bulgaria y llegó a capturar Sofía, manteniendo la ciudad bajo su control por uno o dos años. Esta historia de disputa entre los dos hermanos por la ciudad tiene una fuerte tradición en la historiografía búlgara desde la época de Konstantin Jireček, pero ha sido descartada por muchos historiadores búlgaros modernos.
Solo unos pocos meses después de la ascensión de Iván Shishman al trono, el 26 de septiembre de 1371, los turcos otomanos derrotaron un gran ejército cristiano liderado por los hermanos serbios Vukasin Mrnjavčević y Jovan Uglješa en la batalla de Maritza (o Chernomen). Aunque Jovan Uglješa había tratado de crear una gran coalición que incluía a Bulgaria, pero Shishman, que tenía que reforzar su propia autoridad, no participó. Después de su victoria en Maritza, los turcos inmediatamente atacaron Bulgaria. El sultán otomano, Murad I, forzó a Shishman a retirarse hacia el norte de los montes Balcanes, conquistando el norte de Tracia, el Ródope, Kostenets, Ihtiman y Samokov. Incapaz de resistir los ataques, Shishman tuvo que negociar con los otomanos en 1373. Bajo los términos de la paz, se vio obligado a convertirse en vasallo y tuvo que dar a su hermana, Kera Tamara, quien era conocida por su belleza, como esposa para el sultán. Bulgaria recuperó algunos de los territorios conquistados — Ihtiman y Samokov — y comenzó un período de casi diez años de paz inestable con los turcos. A pesar del vasallaje y el tratado de paz, las incursiones otomanas se reanudaron a principios de 1380 y culminaron en 1385 con la caída de Sofía, el último bastión de Iván al sur de los montes Balcanes.
Mientras tanto, Shishman se vio envuelto en una guerra contra el vaivoda de Valaquia, Dan I, entre 1384 y 1386. Hay pocos detalles sobre el conflicto y apenas una breve nota en la «Crónica Anónima de Bulgaria» indica que el zar mató a Dan el 23 de septiembre de 1386. Esta guerra estaba relacionada probablemente con la disputa entre Shishman y Esratsimir, que tenía el apoyo de los monarcas de Valaquia y estaba casado con Ana, de la casa de Basarab.

### Caída de Bulgaria

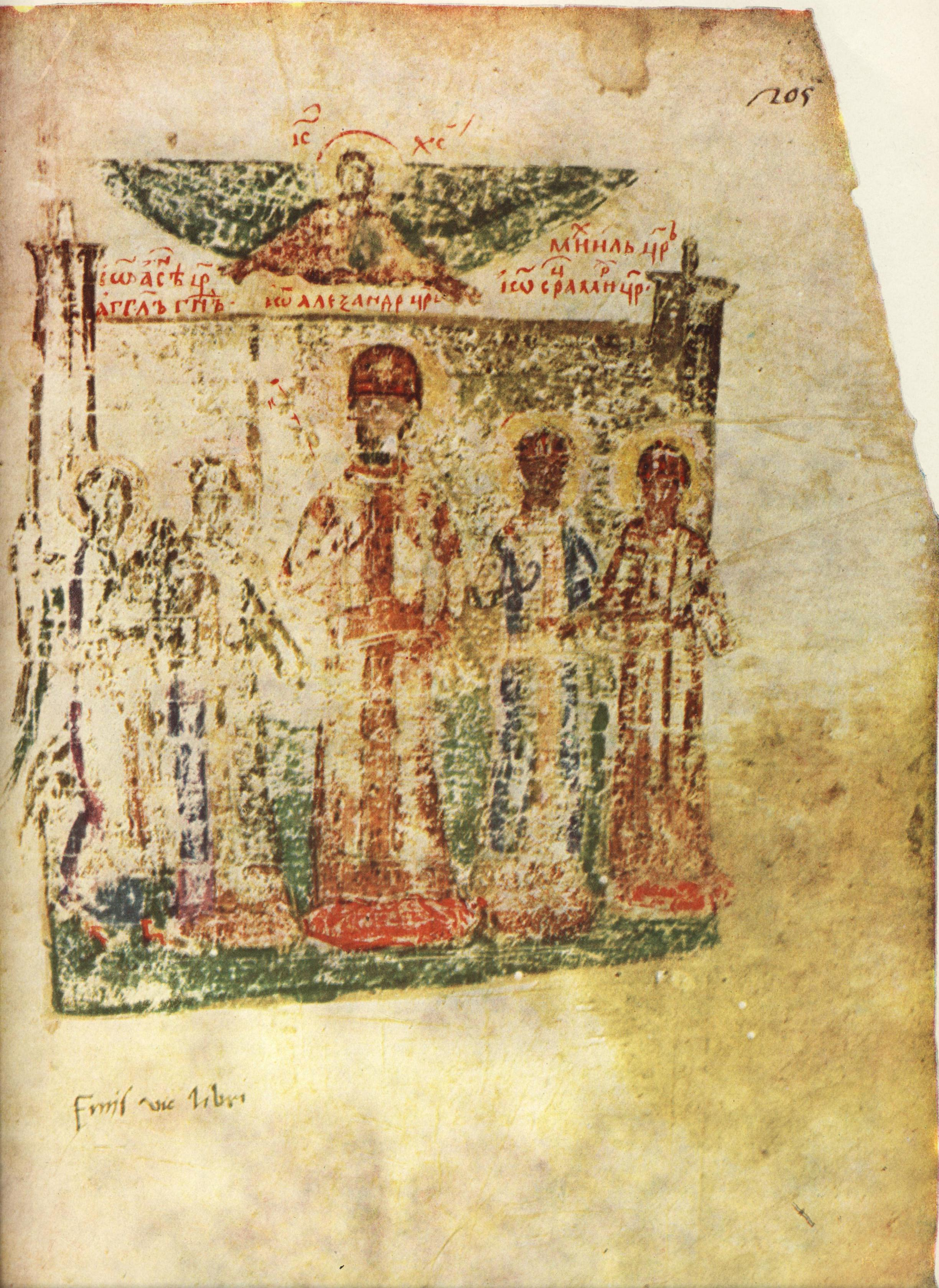
Iván Alejandro con sus hijos Iván Esratsimir, Iván Shishman e Iván Asen V.
Manuscrito ilustrado de la Crónica de Manasés (siglo xiv).

En 1387, las fuerzas unidas de Serbia del Morava y el Reino de Bosnia consiguieron derrotar a los otomanos en la batalla de Pločnik. Animado por el éxito de los cristianos, el zar inmediatamente negó su vasallaje y rehusó enviar tropas para apoyar a Murad en 1388. Los otomanos respondieron enviando un ejército de treinta mil soldados bajo el mando del gran visir, Çandarlı Ali Pasha, al norte de los montes Balcanes, donde ocuparon las fortalezas de Shumen, Madara, Venchan y Ovech. Iván abandonó Tarnovo y se refugió en Nikópol, donde fue asediado y obligado a negociar nuevamente. Los otomanos exigieron que reconfirmara su vasallaje y que además entregara Silistra, la ciudad búlgara más poblada a lo largo del Danubio en ese momento. Sin embargo, el zar, confiando en sus vecinos de que recibiría el apoyo y los preparativos de Serbia para la guerra, no solamente rehusó permitir que los otomanos entrasen en la ciudad, sino que también fortaleció sus muros. Ali Pasha cruzó los Balcanes, recapturó Shumen, Cherven, Svishtov y sitio nuevamente a Iván en Nikópol. Sorprendido por la rapidez del ataque otomano y por no haber recibido la ayuda prometida, el zar tuvo que pedir la paz una vez más. Sus súplicas fueron aceptadas, pero las condiciones fueron todavía más duras que la original: no solamente Silistra debía ser entregada, sino que también se establecerían guarniciones otomanas en otras ciudades búlgaras, principalmente en Shumen y Ovech.
Después de la derrota de los serbios y bosnios en la batalla de Kosovo el 15 de junio de 1389, Iván tuvo que buscar ayuda de Hungría. Durante el invierno de 1391-1392, inicio conversaciones secretas con el rey Segismundo, que estaba planeando una campaña contra los musulmanes, mientras que el nuevo sultán, Bayezid I, fingió tener intenciones pacíficas para impedir que cualquier alianza se concertase entre los búlgaros y los húngaros. Sin embargo, en la primavera de 1393, Bayezid reunió un enorme ejército con tropas de sus dominios en los Balcanes y Asia Menor para atacar Bulgaria. Los otomanos marcharon directamente a la capital, Tarnovo, y la sitiaron. La defensa de la capital fue encabezada por el patriarca Eutimio porque Iván estaba en Nikopol, supuestamente negociando con Segismundo. Después de un asedio de tres meses, Tarnovo cayó el 17 de julio. Según el académico y clérigo contemporáneo búlgaro Gregorio Tsamblak, la ciudad no fue capturada por la fuerza del ejército otomano, sino por una traición. La campaña otomana de 1393 devastó Bulgaria y los territorios de Iván Shishman se limitaron a Nikópol y varias ciudades a lo largo del Danubio. Cuando regresó de Valaquia después de la batalla de Rovine en 1395, Bayezid atacó y capturó la nueva capital de Shishman y, según la Crónica Anónima de Bulgaria, ejecutó al emperador el 3 de junio de 1395. Otra fuente, bizantina, indica la fecha el 29 de octubre, mientras que otras fuentes sugieren que el monarca búlgaro fue capturado y murió en prisión.

## Administración

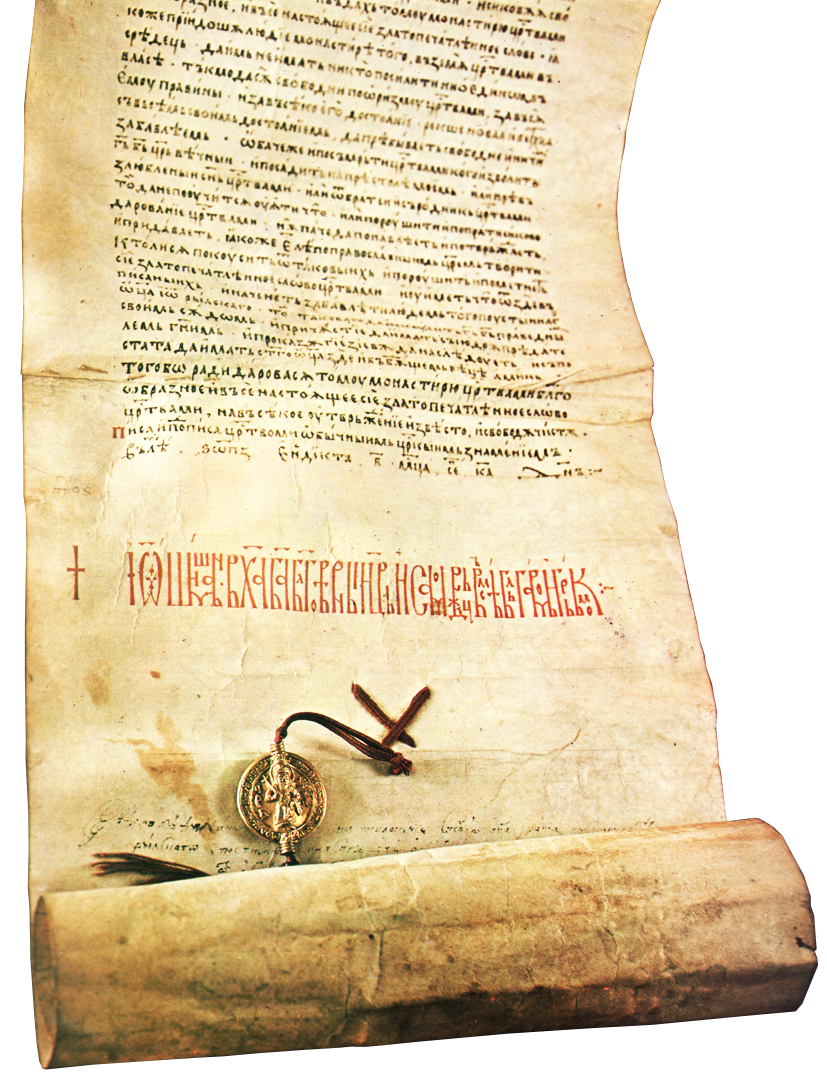
La carta de Rila de Iván Shishman, emitido en 1378 para conceder privilegios al monasterio de Rila. Iván Shishman es nombrado en la carta como «En Cristo Señor Fiel Emperador y Autócrata de todos los Búlgaros y Griegos».

El renacimiento cultural del periodo hizo que los historiadores llamasen al reinado de Iván Alejandro la «Segunda Edad de oro de la cultura búlgara» continuó bajo el gobierno de su hijo. La figura más prominente en este campo durante el último cuarto del siglo xiv fue el patriarca de Eutimio de Tarnovo (1375-1393), un discípulo de Teodosio de Tarnovo. En 1371 Eutimio fundó el Monasterio de Santa Trinidad, a pocos kilómetros al norte de la capital, y lo convirtió en un importante centro cultural de la escuela literaria de Tarnovo. Eutimio escribió una serie de obras religiosas, entre ellas hagiografías, alabanzas y epístolas, pero es mayormente conocido por la reforma ortográfica y la estandarización del idioma búlgaro, que tuvo un gran impacto en Serbia, Valaquia y los principados rusos. Eutimio acreditaba que muchos de los académicos de su época no estaban suficientemente preparados y que las traducciones de los textos griegos para los dialectos locales, con sus peculiaridades, podían llevar a errores de interpretación del significado original y resultar en herejías. Los textos sobre la reforma en si no sobrevivieron, sin embargo, su naturaleza ha sido parcialmente recreada por historiadores y lingüistas a través del análisis de las obras del propio Eutimio y de sus discípulos. La ortografía propuesta fue inspirada por el antiguo eslavo eclesiástico de la época de auge del Primer Imperio búlgaro; la reforma también incluía cambios en la sintaxis y el enriquecimiento del léxico con una serie de sinónimos para evitar repeticiones. Para asegurar su éxito, todos los textos tenían que ser aprobados antes de publicarlos, un movimiento que recibió el apoyo de Iván Shishman en sus edictos. La capital, Tarnovo, fue el principal centro cultural en ese momento y el patriarca Eutimio escribió sobre ella:
| Радва се днес славният град Търнов и призовава царуващия над градовете, като казва: Радвай се с мен, майко на градовете, защото ония, които ти отгледа, с тях се славя сега аз, че ги придобих за помощници и застъпници. Наистина блажен съм аз сред градовете, защото добри съкровища събрах - честитите мощи на светците, чието застъпничество като притежавам, от всякакви злини се избавям. | Se regocija hoy la gloriosa ciudad de Tarnovo y llama al que reina sobre las ciudades, diciendo: «Alégrate conmigo, madre de las ciudades, porque aquellos que tú criaste, ahora son mi gloria, pues los obtuve como ayudantes e intercesores. Verdaderamente bendita soy entre las ciudades, porque he reunido tesoros valiosos: las veneradas reliquias de los santos, y, teniendo su intercesión, me libro de todo mal.» |  |

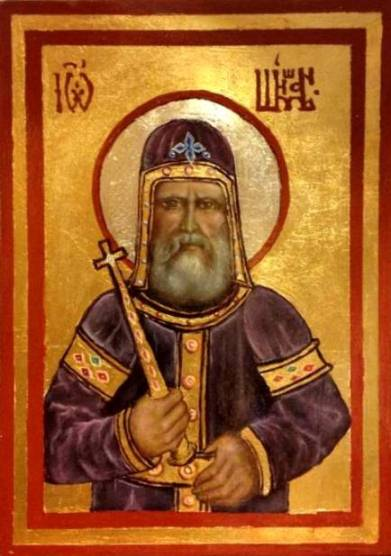
Icono de san Iván Shishman.

El hesicasmo siguió siendo el principal movimiento de la Iglesia ortodoxa búlgara durante el reinado de Iván Shishman y Eutimio fue uno de sus patrocinadores. Bulgaria fue un importante centro de las ideas hesicastas junto con el Imperio bizantino. Eutimio fue un activo opositor a las herejías, pero parece que a mediados del siglo xiv la influencia de los bogomilos, el movimiento hereje más prominente en los Balcanes en ese momento, habían sido reducidos en Bulgaria y ningún documento los menciona después de 1360. Otras sectas, como los barlaamitas, fueron también perseguidas y reprimidas. Eutimio tenía un punto de vista moral estricto y defendía las firmes posiciones contra el divorcio y los matrimonios por tercera o cuarta vez para viudos y viudas. Después de la caída del Imperio búlgaro muchos académicos emigraron a Serbia, Valaquia, Moldavia y los principados rusos llevando consigo los logros culturales búlgaros, así como sus libros e ideas hesicastas. La influencia búlgara fue tan grande que es referida a menudo como la «segunda influencia eslava meridional en Rusia». Entre los más importantes emigrantes búlgaros estaban Constantino de Kostenets que se asentó en Serbia, Cipriano y Gregorio Tsamblak, asentados en Rusia. La economía estaba en decadencia desde la pérdida de los principales puertos de Mesembria y Anquialo ante la Cruzada saboyarda unos años antes de que Iván Shishman fuera coronado. Después de la muerte de Iván Alejandro y la separación del Principado de Dobrotitsa, Tarnovo también perdió su más importante puerto de Varna, lo que llevó a una reducción del comercio y los impuestos. Las persistentes incursiones otomanas también trajeron devastación, hambre y despoblación que condujo a una fuerte disminución de la agricultura.

## Evaluación y legado
Los historiadores búlgaros generalmente hacen un análisis negativo sobre Iván Shishman. Es considerado a menudo por haber sido puesto en el trono debido a las intrigas de su madre y tomar el lugar del legítimo sucesor, su hermano mayor Iván Esratsimir. Esto, finalmente, resultó en la división del país en vísperas de la invasión otomana. No hay fuentes históricas directas que afirmen cualquier intento significativo por el emperador para luchar contra los turcos. La política inconsistente de Iván Shishman reveló su debilidad e incapacidad para hacer frente a la situación. Su gobierno, sin embargo, todavía se recordaba en el siglo xvi. En un tratado firmado en 1519 entre el sultán otomano Selim I y Luis II de Hungría, algunos de las territorios en disputa eran llamados terra cesaris Sysman, «la tierra del emperador Shishman».
El recuerdo de Iván Shishman permaneció firme durante los primeros siglos del dominio otomano. Durante la Primera Rebelión de Tarnovo en 1598 el líder de los rebeldes afirmaba ser un descendiente de Iván Shishman y fue proclamado emperador con el nombre de Shishman III. Casi un siglo después, en 1686, una Segunda Rebelión en Tarnovo fue encabezada por Rostislav Stratimirović, que también afirmaba ser descendiente de la dinastía Shishman y se denominaba príncipe de Bulgaria.
Sea como fuera, Iván Shishman era uno de los gobernantes medievales más famosos y populares durante el Principado de Bulgaria. Hay diversas obras dedicadas a su persona o a su reinado, incluyendo la película de 1969, Zar Ivan Shishman, de Yuri Arnaudov, y la canción del mismo nombre por la banda de heavy metal Epizod en el álbum de 2004 San Patriarca Eutimio. El pico Shishman en la isla Livingston de las islas Shetland del Sur, Antártida recibe el nombre en su honor.

## Leyendas

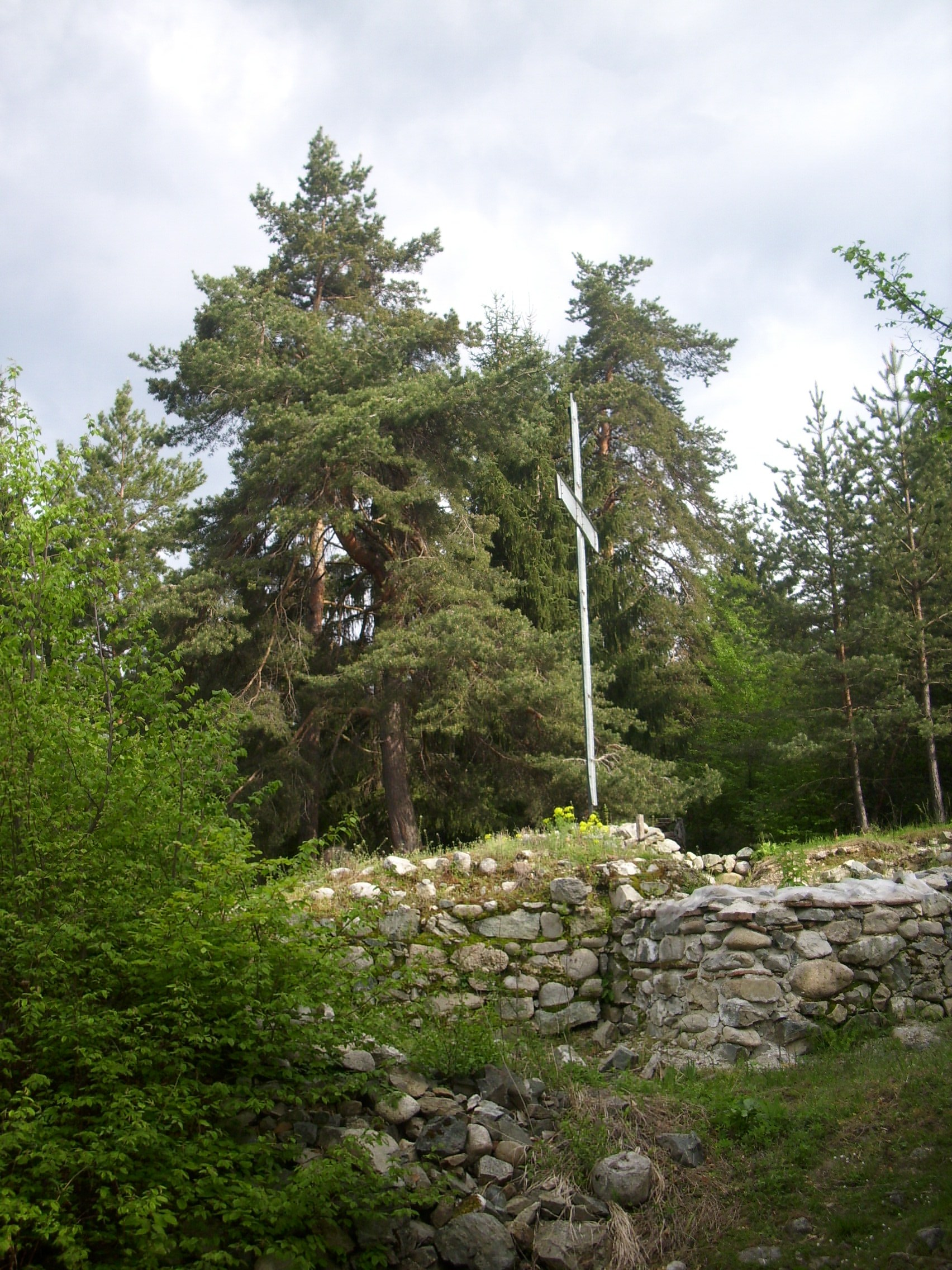
Ruinas de la Fortaleza de Shishman, en Samokov.

Iván Shishman es uno de los más importantes monarcas medievales del folclore búlgaro y su nombre aparece en diversas leyendas, mitos, cuentos y canciones. Es representado como un gobernante heroico que luchó y murió por su país al enfrentar fuerzas enemigas abrumadoras. Hay diversos lugares por toda Bulgaria bautizados en su honor, que van desde castillos y ruinas hasta rocas, cavernas y topónimos. Esta «geografía» legendaria está concentrada principalmente en la región de Sofía, Ihtiman y Samokov, aunque se extiende hasta las montañas Ródope, Sredna Gora, Vratsa, Pleven, Prilep, Varna, etc. Cerca de Samokov se encuentran las ruinas de la «fortaleza de Shishman» con los pozos del emperador, que supuestamente habían brotado de sus siete heridas. Más al norte, a lo largo de los acantilados y los peñascos del desfiladero de Iskar, están las «Cuevas de Shishman», las cavernas donde se escondía mientras luchaba contra los otomanos durante siete años. Otros topónimos generalmente asociados con la última defensa del emperador son Kokalyane (derivado de kokal, que significa «hueso»), Cherepish (de cherep, «calavera») y Lyutibrod («arroyo de sangre»), todos haciendo referencias al destino de las derrotadas tropas búlgaras.

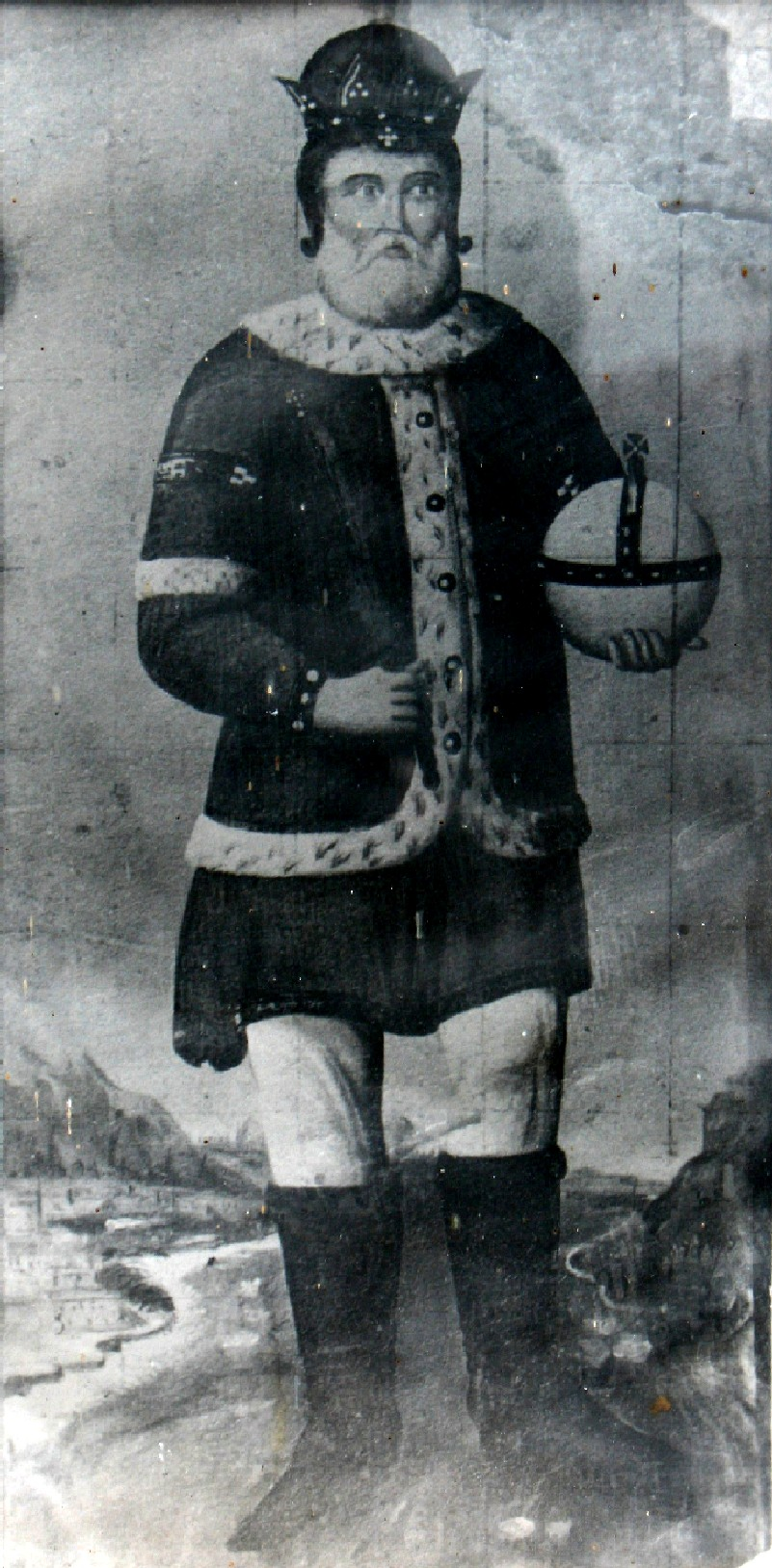
Iván Shishman. Grabado por un artista desconocido del, que se encuentra en el atrio del monasterio de la Transfiguración.

Una de las más famosas leyendas sobre Shishman trata de su última batalla. Los otomanos estaban acampando en Kostenets, cerca de los orígenes del río Maritza, y los búlgaros en una colina cerca de Samokov. Después de una feroz batalla, Iván Shishman fue herido siete veces y tuvo que retirarse a la fortaleza, donde murió, mientras que en el campo de batalla brotaron siete arroyos, uno por cada herida. También se dice que luchó en los montes Balcanes, en Shishkin grad («ciudad de Shishman»), entre Sliven y Kazanlak, donde mató a diez mil jenízaros en una gran batalla. El ilustrador del siglo xviii, Paisio de Hilandar, escribió en su Istoriya Slavyanobolgarskaya (Historia de los eslavo-búlgaros) que, durante el sitio de Tarnovo, Iván Shishman logró llegar a Sofía con sus boyardos, escondió su tesoro en el desfiladero de Iskar y luchó contra los turcos durante siete años antes de morir en batalla. Algunas versiones indican que Urvich seguía siendo la última fortaleza al caer el país y que, antes de morir, Shishman enterró su tesoro bajo el castillo e intento escapar cavando a través de la montaña. Las repetidas referencias sobre el tesoro denotan que sería un símbolo sagrado del Estado búlgaro y que las joyas imperiales serían los monasterios, los lagos o los escondites bajo los ríos. Estando sin descubrir por los invasores, el tesoro simboliza la soberanía y el poder del Imperio búlgaro y su inevitable resurrección. También hay una serie de paralelismos entre las leyendas sobre Shishman y algunas hagiografías, especialmente la de Juan de Rila, incluyendo la ruta casi idéntica del emperador, Tarnovo-Sofía-Samokov en Rila, y la ruta del retorno de las reliquias de San Juan de Rila en el monasterio de Rila  en el siglo xv (Tarnovo-Sofía-Rila), y también el motivo de los gobernantes inmortales que predijeron la restauración del país.

Откак се е, мила моя майко ле, зора зазорила,
Оттогас е, мила моя майко ле, войска провървяла,
Кон до коня, мила моя майко ле, юнак до юнака,
Сабите им, мила моя майко ле, както ясно слънце,
Огън светка, мила моя майко ле, през гора зелена,
Войвода им, мила моя майко ле, сам цар Иван Шишман,
Отговаря, мила моя майко ле, сам цар Иван Шишман:
Боже силни, мила моя майко ле, боже създателю,
Помогни ни, мила моя майко ле, сила и юнаштво!
Бой щем да се бием, мила моя майко ле, на софийско поле,
Кръв ще леем, мила моя майко ле, за Христово име,
Ще прославим, мила моя майко ле, християнска вяра.

Desde que, madre mía querida, amaneció la aurora,
Desde entonces, madre mía querida, pasó un ejército,
Caballo junto a caballo, madre mía querida, héroe junto a héroe,
Sus espadas, madre mía querida, como un claro sol,
Fuego brillaba , madre mía querida, a través del bosque verde,
Su líder, madre mía querida, era el mismo zar Iván Shishman.
Y hablaba, madre mía querida, el mismo zar Iván Shishman:
«Dios todopoderoso, madre mía querida, creador nuestro,
Ayúdanos, madre mía querida, con fuerza y valor.
Vamos a luchar, madre mía querida, en el campo de Sofía,
Derramaremos sangre, madre mía querida, por el nombre de Cristo,
Glorificaremos, madre mía querida, la fe cristiana.»

Extracto de una canción folclórica, recopilada por los hermanos Miladinov.

El gobernante búlgaro es uno de los pocos monarcas mencionados en las canciones folclóricas y, como en las leyendas, aparece bastante mitificado. Su figura llega a aparecer hasta en las canciones navideñas, a veces como santo en el papel de protector o como héroe luchando contra dragones y opresores, generalmente representados como tártaros, debido al parecido con el Tártaro. Las canciones sobre el emperador contienen muchos paralelismos con la naturaleza y las colocaciones que son típicos para el folclore búlgaro. En una canción de la región de Sliven, la muerte del emperador trae caos a la naturaleza y ríos de «sangre negra» (típica colocación en el folclore) comienzan a fluir.
El lugar especial de Shishman en el folclore y las leyendas búlgaras es muy probablemente debido al hecho de ser el último emperador búlgaro en Tarnovo. Hay muchas semejanzas entre su historia y la de su contemporáneo, el Rey Marko, monarca de Prilep, que hizo poco para resistir la invasión otomana pero que posteriormente se convirtió en el personaje más popular del folclore búlgaro. El pueblo deseaba la imagen de un «emperador ideal», un defensor y protector, cuya fuerza se necesitaba para sobrevivir bajo la dominación otomana. Conforme el tiempo pasaba, la mitificación se profundizo y las leyendas se hicieron cada vez más distantes de los acontecimientos reales durante su gobierno. Durante el Despertar nacional búlgaro los cuentos sobre el emperador empezaron a incluir cada vez más elementos patrióticos.

## Matrimonio y descendencia
| \| \| \| \| \| \| \| \| \| \| \| \| \| \| \| \| \| \| \| \| \| \| \| \| \| \| \| \| \| \| \| \| \| \| \| \| \| \| \| \| \| Shishman Casado con Desconocida \| \| \| \| \| \| \| \| \| \| \| \| \| \| \| \| \| \| \| \| \| \| \| \| \| \| \| \| \| \| \| \| \| \| \| \| \| \| \| \| \| \| \| \| \| \| \| \| \| \| \| \| \| \| \| \| \| \| \| \| \| \| \| \| \| \| \| \| \| \| \| \| \| \| \| \| \| \| \| \| \| \| \| \| \| \| \| \| \| \| \| \| \| \| \| \| \| \| \| \| \| \| \| \| \| \| \| \| \| \| \| \| \| \| \| \| \| \| \| \| \| \| \| \| \| \| \| \| \| \| \| \| \| \| \| \| \| \| \| \| \| \| \| \| \| \| \| \| \| \| \| \| \| \| \| \| \| \| \| \| \| \| \| \| \| \| \| \| \| \| \| \| \| \| \| \| \| \| \| \| \| \| \| \| \| \| \| \| \| \| \| \| \| \| \| \| \| \| \| \| \| \| \| \| \| \| \| \| \| \| \| \| \| \| \| \| \| \| \| \| \| \| \| \| \| \| \| \| \| \| \| \| \| \| \| \| \| \| \| \| \| \| \| \| \| \| \| \| \| \| \| \| \| \| \| \| \| \| \| \| \| \| \| \| \| \| \| \| \| \| \| \| \| \| \| \| \| \| \| \| \| \| \| \| \| \| \| \| \| \| \| \| \| \| \| \| \| \| \| \| \| \| \| \| \| \| \| \| \| \| \| \| \| \| \| \| \| \| \| \| \| \| \| \| \| \| \| \| \| \| \| \| \| \| \| \| \| \| \| \| \| \| \| \| \| \| \| \| \| \| \| Miguel Shishman Casado con 1. Ana Neda 2. Teodora Paleóloga \| Miguel Shishman Casado con 1. Ana Neda 2. Teodora Paleóloga \| Miguel Shishman Casado con 1. Ana Neda 2. Teodora Paleóloga \| Miguel Shishman Casado con 1. Ana Neda 2. Teodora Paleóloga \| Miguel Shishman Casado con 1. Ana Neda 2. Teodora Paleóloga \| Miguel Shishman Casado con 1. Ana Neda 2. Teodora Paleóloga \| \| \| \| \| \| \| \| \| \| \| \| \| \| \| \| \| \| \| Belaur \| Belaur \| Belaur \| Belaur \| Belaur \| Belaur \| \| \| Keratsa Petritsa, casada con el déspota Esratsimir de Kran \| Keratsa Petritsa, casada con el déspota Esratsimir de Kran \| Keratsa Petritsa, casada con el déspota Esratsimir de Kran \| Keratsa Petritsa, casada con el déspota Esratsimir de Kran \| Keratsa Petritsa, casada con el déspota Esratsimir de Kran \| Keratsa Petritsa, casada con el déspota Esratsimir de Kran \| \| \| \| \| \| \| \| \| \| \| \| \| \| \| \| \| \| \| \| \| \| \| \| \| \| \| \| \| \| \| \| \| \| \| \| \| \| \| \| \| \| \| \| \| \| \| \| \| \| \| \| \| \| \| \| \| \| \| \| \| \| \| \| \| \| \| \| \| \| \| \| \| \| \| \| \| \| \| \| \| \| \| \| \| \| \| \| Miguel Shishman Casado con 1. Ana Neda 2. Teodora Paleóloga \| Miguel Shishman Casado con 1. Ana Neda 2. Teodora Paleóloga \| Miguel Shishman Casado con 1. Ana Neda 2. Teodora Paleóloga \| Miguel Shishman Casado con 1. Ana Neda 2. Teodora Paleóloga \| Miguel Shishman Casado con 1. Ana Neda 2. Teodora Paleóloga \| Miguel Shishman Casado con 1. Ana Neda 2. Teodora Paleóloga \| \| \| \| \| \| \| \| \| \| \| \| \| \| \| \| \| \| \| Belaur \| Belaur \| Belaur \| Belaur \| Belaur \| Belaur \| \| \| Keratsa Petritsa, casada con el déspota Esratsimir de Kran \| Keratsa Petritsa, casada con el déspota Esratsimir de Kran \| Keratsa Petritsa, casada con el déspota Esratsimir de Kran \| Keratsa Petritsa, casada con el déspota Esratsimir de Kran \| Keratsa Petritsa, casada con el déspota Esratsimir de Kran \| Keratsa Petritsa, casada con el déspota Esratsimir de Kran \| \| \| \| \| \| \| \| \| \| \| \| \| \| \| \| \| \| \| \| \| \| \| \| \| \| \| \| \| \| \| \| \| \| \| \| \| \| \| \| \| \| \| \| \| \| \| \| \| \| \| \| \| \| \| \| \| \| \| \| \| \| \| \| \| \| \| \| \| \| \| \| \| \| \| \| \| \| \| \| \| \| \| \| \| \| \| \| \| \| \| \| \| \| \| \| \| \| \| \| \| \| \| \| \| \| \| \| \| \| \| \| \| \| \| \| \| \| \| \| \| \| \| \| \| \| \| \| \| \| \| \| \| \| \| \| \| \| \| \| \| \| \| \| \| \| \| \| \| \| \| \| \| \| \| \| \| \| \| \| \| \| \| \| \| \| \| \| \| \| \| \| \| \| \| \| \| \| \| \| \| \| \| \| \| \| \| \| \| \| \| \| \| \| \| \| \| 1. Iván Esteban \| 1. Iván Esteban \| 1. Iván Esteban \| 1. Iván Esteban \| 1. Iván Esteban \| 1. Iván Esteban \| \| \| 1. Shishman \| 1. Shishman \| 1. Shishman \| 1. Shishman \| 1. Shishman \| 1. Shishman \| \| \| 1. Miguel, Casado con Desconocida \| 1. Miguel, Casado con Desconocida \| 1. Miguel, Casado con Desconocida \| 1. Miguel, Casado con Desconocida \| 1. Miguel, Casado con Desconocida \| 1. Miguel, Casado con Desconocida \| \| \| 1. Ludovico \| 1. Ludovico \| 1. Ludovico \| 1. Ludovico \| 1. Ludovico \| 1. Ludovico \| \| \| 2. Desconocido \| 2. Desconocido \| 2. Desconocido \| 2. Desconocido \| 2. Desconocido \| 2. Desconocido \| \| \| \| \| \| \| \| \| \| \| \| \| \| \| \| \| \| \| \| \| \| \| \| \| \| \| \| \| \| \| \| \| \| \| \| \| \| \| \| \| \| \| \| \| \| \| \| \| \| \| \| \| \| \| \| \| \| \| \| \| \| \| \| \| \| \| \| \| \| \| \| \| \| \| \| \| \| \| \| \| \| \| \| \| \| \| \| 1. Iván Esteban \| 1. Iván Esteban \| 1. Iván Esteban \| 1. Iván Esteban \| 1. Iván Esteban \| 1. Iván Esteban \| \| \| 1. Shishman \| 1. Shishman \| 1. Shishman \| 1. Shishman \| 1. Shishman \| 1. Shishman \| \| \| 1. Miguel, Casado con Desconocida \| 1. Miguel, Casado con Desconocida \| 1. Miguel, Casado con Desconocida \| 1. Miguel, Casado con Desconocida \| 1. Miguel, Casado con Desconocida \| 1. Miguel, Casado con Desconocida \| \| \| 1. Ludovico \| 1. Ludovico \| 1. Ludovico \| 1. Ludovico \| 1. Ludovico \| 1. Ludovico \| \| \| 2. Desconocido \| 2. Desconocido \| 2. Desconocido \| 2. Desconocido \| 2. Desconocido \| 2. Desconocido \| \| \| \| \| \| \| \| \| \| \| \| \| \| \| \| \| \| \| \| \| \| \| \| \| \| \| \| \| \| \| \| \| \| \| \| \| \| \| \| \| \| \| \| \| \| \| \| \| \| \| \| \| \| \| \| \| \| \| \| \| \| \| \| \| \| \| \| \| \| \| \| \| \| \| \| \| \| \| \| \| \| \| \| \| \| \| \| \| \| \| \| \| \| \| \| \| \| \| \| \| \| \| \| \| \| \| \| \| \| \| \| \| \| \| \| \| \| \| \| \| \| \| \| \| \| \| \| \| \| \| \| \| \| \| \| \| \| \| \| \| \| \| \| \| \| \| \| \| \| \| \| \| \| \| \| \| \| \| \| \| \| \| \| \| \| \| \| \| \| \| \| \| \| \| \| \| \| \| \| \| \| \| \| \| \| \| \| \| \| \| \| \| \| \| \| \| \| \| \| \| \| \| \| \| \| \| \| \| \| \| \| \| Iván Alejandro casado con 1. Teodora Basarab 2. Sara Teodora \| Iván Alejandro casado con 1. Teodora Basarab 2. Sara Teodora \| Iván Alejandro casado con 1. Teodora Basarab 2. Sara Teodora \| Iván Alejandro casado con 1. Teodora Basarab 2. Sara Teodora \| Iván Alejandro casado con 1. Teodora Basarab 2. Sara Teodora \| Iván Alejandro casado con 1. Teodora Basarab 2. Sara Teodora \| \| \| Juan Comneno Asen casado con 1. Desconocida 2. Ana Paleóloga \| Juan Comneno Asen casado con 1. Desconocida 2. Ana Paleóloga \| Juan Comneno Asen casado con 1. Desconocida 2. Ana Paleóloga \| Juan Comneno Asen casado con 1. Desconocida 2. Ana Paleóloga \| Juan Comneno Asen casado con 1. Desconocida 2. Ana Paleóloga \| Juan Comneno Asen casado con 1. Desconocida 2. Ana Paleóloga \| \| \| Miguel casado con Desconocida \| Miguel casado con Desconocida \| Miguel casado con Desconocida \| Miguel casado con Desconocida \| Miguel casado con Desconocida \| Miguel casado con Desconocida \| \| \| Helena casada con Esteban Dušan \| Helena casada con Esteban Dušan \| Helena casada con Esteban Dušan \| Helena casada con Esteban Dušan \| Helena casada con Esteban Dušan \| Helena casada con Esteban Dušan \| \| \| Teodora \| Teodora \| Teodora \| Teodora \| Teodora \| Teodora \| \| \| \| \| \| \| \| \| \| \| \| \| \| \| \| \| \| \| \| \| \| \| \| \| \| \| \| \| \| \| \| \| \| \| \| \| \| \| \| \| \| \| \| \| \| \| \| \| \| \| \| \| \| \| \| \| \| \| \| \| \| \| \| \| \| \| \| \| \| \| \| \| \| \| \| \| \| \| \| \| \| \| \| \| \| \| \| Iván Alejandro casado con 1. Teodora Basarab 2. Sara Teodora \| Iván Alejandro casado con 1. Teodora Basarab 2. Sara Teodora \| Iván Alejandro casado con 1. Teodora Basarab 2. Sara Teodora \| Iván Alejandro casado con 1. Teodora Basarab 2. Sara Teodora \| Iván Alejandro casado con 1. Teodora Basarab 2. Sara Teodora \| Iván Alejandro casado con 1. Teodora Basarab 2. Sara Teodora \| \| \| Juan Comneno Asen casado con 1. Desconocida 2. Ana Paleóloga \| Juan Comneno Asen casado con 1. Desconocida 2. Ana Paleóloga \| Juan Comneno Asen casado con 1. Desconocida 2. Ana Paleóloga \| Juan Comneno Asen casado con 1. Desconocida 2. Ana Paleóloga \| Juan Comneno Asen casado con 1. Desconocida 2. Ana Paleóloga \| Juan Comneno Asen casado con 1. Desconocida 2. Ana Paleóloga \| \| \| Miguel casado con Desconocida \| Miguel casado con Desconocida \| Miguel casado con Desconocida \| Miguel casado con Desconocida \| Miguel casado con Desconocida \| Miguel casado con Desconocida \| \| \| Helena casada con Esteban Dušan \| Helena casada con Esteban Dušan \| Helena casada con Esteban Dušan \| Helena casada con Esteban Dušan \| Helena casada con Esteban Dušan \| Helena casada con Esteban Dušan \| \| \| Teodora \| Teodora \| Teodora \| Teodora \| Teodora \| Teodora \| \| \| \| \| \| \| \| \| \| \| \| \| \| \| \| \| \| \| \| \| \| \| \| \| \| \| \| \| \| \| \| \| \| \| \| \| \| \| \| \| \| \| \| \| \| \| \| \| \| \| \| \| \| \| \| \| \| \| \| \| \| \| \| \| \| \| \| \| \| \| \| \| \| \| \| \| \| \| \| \| \| \| \| \| \| \| \| \| \| \| \| \| \| \| \| \| \| \| \| \| \| \| \| \| \| \| \| \| \| \| \| Alejandro Comneno Asen, Xenia Comnena \| Alejandro Comneno Asen, Xenia Comnena \| Alejandro Comneno Asen, Xenia Comnena \| Alejandro Comneno Asen, Xenia Comnena \| Alejandro Comneno Asen, Xenia Comnena \| Alejandro Comneno Asen, Xenia Comnena \| \| \| Shishman \| Shishman \| Shishman \| Shishman \| Shishman \| Shishman \| \| \| \| \| \| \| \| \| \| \| \| \| \| \| \| \| \| \| \| \| \| \| \| \| \| \| \| \| \| \| \| \| \| \| \| \| \| \| \| \| \| \| \| \| \| \| \| \| \| \| \| \| \| \| \| \| \| \| \| \| \| \| \| \| \| \| \| \| \| \| \| \| \| \| \| \| \| \| \| \| \| \| \| \| \| \| \| \| \| \| \| \| \| \| \| \| \| \| \| \| \| \| \| \| \| \| \| \| \| \| \| Alejandro Comneno Asen, Xenia Comnena \| Alejandro Comneno Asen, Xenia Comnena \| Alejandro Comneno Asen, Xenia Comnena \| Alejandro Comneno Asen, Xenia Comnena \| Alejandro Comneno Asen, Xenia Comnena \| Alejandro Comneno Asen, Xenia Comnena \| \| \| Shishman \| Shishman \| Shishman \| Shishman \| Shishman \| Shishman \| \| \| \| \| \| \| \| \| \| \| \| \| \| \| \| \| \| \| \| \| \| \| \| \| \| \| \| \| \| \| \| \| \| \| \| \| \| \| \| \| \| \| \| \| \| \| \| \| \| \| \| \| \| \| \| \| \| \| \| \| \| \| \| \| \| \| \| \| \| \| \| \| \| \| \| \| \| \| \| \| \| \| \| \| \| \| \| \| \| \| \| \| \| \| \| \| \| \| \| \| \| \| \| \| \| \| \| \| \| \| \| \| \| \| \| \| \| \| \| \| \| \| \| \| \| \| \| \| \| \| \| \| \| \| \| \| \| \| \| \| \| \| \| \| \| \| \| \| \| \| \| \| \| \| \| \| \| \| \| \| \| \| \| \| \| \| \| \| \| \| \| \| \| \| \| \| \| \| \| \| \| \| \| \| \| \| \| \| \| \| \| \| \| \| \| \| \| \| \| \| \| \| \| \| \| \| \| \| \| \| \| \| 1. Miguel Asen IV Casado con Irene Paleóloga \| 1. Miguel Asen IV Casado con Irene Paleóloga \| 1. Miguel Asen IV Casado con Irene Paleóloga \| 1. Miguel Asen IV Casado con Irene Paleóloga \| 1. Miguel Asen IV Casado con Irene Paleóloga \| 1. Miguel Asen IV Casado con Irene Paleóloga \| \| \| 1. Iván Esratsimir casado con Ana \| 1. Iván Esratsimir casado con Ana \| 1. Iván Esratsimir casado con Ana \| 1. Iván Esratsimir casado con Ana \| 1. Iván Esratsimir casado con Ana \| 1. Iván Esratsimir casado con Ana \| \| \| 1. Iván Asen IV \| 1. Iván Asen IV \| 1. Iván Asen IV \| 1. Iván Asen IV \| 1. Iván Asen IV \| 1. Iván Asen IV \| \| \| 1. Kera Tamara casada con Constantino Murad I \| 1. Kera Tamara casada con Constantino Murad I \| 1. Kera Tamara casada con Constantino Murad I \| 1. Kera Tamara casada con Constantino Murad I \| 1. Kera Tamara casada con Constantino Murad I \| 1. Kera Tamara casada con Constantino Murad I \| \| \| 2. Keratsa-María casada con Andrónico IV Paleólogo \| 2. Keratsa-María casada con Andrónico IV Paleólogo \| 2. Keratsa-María casada con Andrónico IV Paleólogo \| 2. Keratsa-María casada con Andrónico IV Paleólogo \| 2. Keratsa-María casada con Andrónico IV Paleólogo \| 2. Keratsa-María casada con Andrónico IV Paleólogo \| \| \| 2. Iván Shishman casado con 1. Kira María 2. Dragana \| 2. Iván Shishman casado con 1. Kira María 2. Dragana \| 2. Iván Shishman casado con 1. Kira María 2. Dragana \| 2. Iván Shishman casado con 1. Kira María 2. Dragana \| 2. Iván Shishman casado con 1. Kira María 2. Dragana \| 2. Iván Shishman casado con 1. Kira María 2. Dragana \| \| \| 2. Iván Asen V \| 2. Iván Asen V \| 2. Iván Asen V \| 2. Iván Asen V \| 2. Iván Asen V \| 2. Iván Asen V \| \| \| 2. Desislava \| 2. Desislava \| 2. Desislava \| 2. Desislava \| 2. Desislava \| 2. Desislava \| \| \| 2. Vasilisa \| 2. Vasilisa \| 2. Vasilisa \| 2. Vasilisa \| 2. Vasilisa \| 2. Vasilisa \| \| \| \| \| \| \| \| \| \| \| \| \| \| \| \| \| \| \| \| \| \| \| \| \| \| \| \| \| \| \| \| \| \| \| \| \| \| \| \| \| \| \| \| \| \| \| \| \| \| \| \| \| \| \| \| 1. Miguel Asen IV Casado con Irene Paleóloga \| 1. Miguel Asen IV Casado con Irene Paleóloga \| 1. Miguel Asen IV Casado con Irene Paleóloga \| 1. Miguel Asen IV Casado con Irene Paleóloga \| 1. Miguel Asen IV Casado con Irene Paleóloga \| 1. Miguel Asen IV Casado con Irene Paleóloga \| \| \| 1. Iván Esratsimir casado con Ana \| 1. Iván Esratsimir casado con Ana \| 1. Iván Esratsimir casado con Ana \| 1. Iván Esratsimir casado con Ana \| 1. Iván Esratsimir casado con Ana \| 1. Iván Esratsimir casado con Ana \| \| \| 1. Iván Asen IV \| 1. Iván Asen IV \| 1. Iván Asen IV \| 1. Iván Asen IV \| 1. Iván Asen IV \| 1. Iván Asen IV \| \| \| 1. Kera Tamara casada con Constantino Murad I \| 1. Kera Tamara casada con Constantino Murad I \| 1. Kera Tamara casada con Constantino Murad I \| 1. Kera Tamara casada con Constantino Murad I \| 1. Kera Tamara casada con Constantino Murad I \| 1. Kera Tamara casada con Constantino Murad I \| \| \| 2. Keratsa-María casada con Andrónico IV Paleólogo \| 2. Keratsa-María casada con Andrónico IV Paleólogo \| 2. Keratsa-María casada con Andrónico IV Paleólogo \| 2. Keratsa-María casada con Andrónico IV Paleólogo \| 2. Keratsa-María casada con Andrónico IV Paleólogo \| 2. Keratsa-María casada con Andrónico IV Paleólogo \| \| \| 2. Iván Shishman casado con 1. Kira María 2. Dragana \| 2. Iván Shishman casado con 1. Kira María 2. Dragana \| 2. Iván Shishman casado con 1. Kira María 2. Dragana \| 2. Iván Shishman casado con 1. Kira María 2. Dragana \| 2. Iván Shishman casado con 1. Kira María 2. Dragana \| 2. Iván Shishman casado con 1. Kira María 2. Dragana \| \| \| 2. Iván Asen V \| 2. Iván Asen V \| 2. Iván Asen V \| 2. Iván Asen V \| 2. Iván Asen V \| 2. Iván Asen V \| \| \| 2. Desislava \| 2. Desislava \| 2. Desislava \| 2. Desislava \| 2. Desislava \| 2. Desislava \| \| \| 2. Vasilisa \| 2. Vasilisa \| 2. Vasilisa \| 2. Vasilisa \| 2. Vasilisa \| 2. Vasilisa \| \| \| \| \| \| \| \| \| \| \| \| \| \| \| \| \| \| \| \| \| \| \| \| \| \| \| \| \| \| \| \| \| \| \| \| \| \| \| \| \| \| \| \| \| \| \| \| \| \| \| \| \| \| \| \| \| \| \| \| \| \| \| \| \| \| \| \| \| \| \| \| \| \| \| \| \| \| \| \| \| \| \| \| \| \| \| \| \| \| \| \| \| \| \| \| \| \| \| \| \| \| \| \| \| \| \| \| \| \| \| \| \| \| \| \| \| \| \| \| \| \| \| \| \| \| \| \| \| \| \| \| \| \| \| \| \| \| \| \| \| \| \| \| \| \| \| \| \| \| \| \| \| \| \| \| \| \| \| \| \| \| \| \| \| \| \| \| \| \| \| \| \| \| \| \| \| \| \| \| \| Constantino II \| Constantino II \| Constantino II \| Constantino II \| Constantino II \| Constantino II \| \| \| Dorotea casada con Tvrtko I de Bosnia \| Dorotea casada con Tvrtko I de Bosnia \| Dorotea casada con Tvrtko I de Bosnia \| Dorotea casada con Tvrtko I de Bosnia \| Dorotea casada con Tvrtko I de Bosnia \| Dorotea casada con Tvrtko I de Bosnia \| \| \| Hija desconocida \| Hija desconocida \| Hija desconocida \| Hija desconocida \| Hija desconocida \| Hija desconocida \| \| \| Juan VII Paleólogo \| Juan VII Paleólogo \| Juan VII Paleólogo \| Juan VII Paleólogo \| Juan VII Paleólogo \| Juan VII Paleólogo \| \| \| 2 hijas desconocidas \| 2 hijas desconocidas \| 2 hijas desconocidas \| 2 hijas desconocidas \| 2 hijas desconocidas \| 2 hijas desconocidas \| \| \| Alejandro \| Alejandro \| Alejandro \| Alejandro \| Alejandro \| Alejandro \| \| \| Fruzhin \| Fruzhin \| Fruzhin \| Fruzhin \| Fruzhin \| Fruzhin \| \| \| Keratsa \| Keratsa \| Keratsa \| Keratsa \| Keratsa \| Keratsa \| \| \| 4 desconocido; Patriarca José II posiblemente un ilegítimo \| 4 desconocido; Patriarca José II posiblemente un ilegítimo \| 4 desconocido; Patriarca José II posiblemente un ilegítimo \| 4 desconocido; Patriarca José II posiblemente un ilegítimo \| 4 desconocido; Patriarca José II posiblemente un ilegítimo \| 4 desconocido; Patriarca José II posiblemente un ilegítimo \| \| \| \| \| \| \| \| \| \| \| \| \| \| \| \| \| \| \| \| \| \| \| \| \| \| \| \| \| \| \| \| \| \| \| \| \| \| \| \| \| \| \| \| \| \| \| \| \| \| \| \| \| \| \| \| Constantino II \| Constantino II \| Constantino II \| Constantino II \| Constantino II \| Constantino II \| \| \| Dorotea casada con Tvrtko I de Bosnia \| Dorotea casada con Tvrtko I de Bosnia \| Dorotea casada con Tvrtko I de Bosnia \| Dorotea casada con Tvrtko I de Bosnia \| Dorotea casada con Tvrtko I de Bosnia \| Dorotea casada con Tvrtko I de Bosnia \| \| \| Hija desconocida \| Hija desconocida \| Hija desconocida \| Hija desconocida \| Hija desconocida \| Hija desconocida \| \| \| Juan VII Paleólogo \| Juan VII Paleólogo \| Juan VII Paleólogo \| Juan VII Paleólogo \| Juan VII Paleólogo \| Juan VII Paleólogo \| \| \| 2 hijas desconocidas \| 2 hijas desconocidas \| 2 hijas desconocidas \| 2 hijas desconocidas \| 2 hijas desconocidas \| 2 hijas desconocidas \| \| \| Alejandro \| Alejandro \| Alejandro \| Alejandro \| Alejandro \| Alejandro \| \| \| Fruzhin \| Fruzhin \| Fruzhin \| Fruzhin \| Fruzhin \| Fruzhin \| \| \| Keratsa \| Keratsa \| Keratsa \| Keratsa \| Keratsa \| Keratsa \| \| \| 4 desconocido; Patriarca José II posiblemente un ilegítimo \| 4 desconocido; Patriarca José II posiblemente un ilegítimo \| 4 desconocido; Patriarca José II posiblemente un ilegítimo \| 4 desconocido; Patriarca José II posiblemente un ilegítimo \| 4 desconocido; Patriarca José II posiblemente un ilegítimo \| 4 desconocido; Patriarca José II posiblemente un ilegítimo \| \| \| \| \| \| \| \| \| \| \| \| \| \| \| \| \| \| \| \| \| \| \| \| \| \| \| \| \| \| \| \| \| \| \| \| \| \| \| \| \| \| \| \| \| \| \| \| \| \| \| \| \| \| \| \| \| \| \| \| \| \| \| \| \| \| \| \| \| \| \| \| \| \| \| \| \| \| \| \| \| \| \| \| \| \| \| \| \| \| \| \| \| \| \| \| \| \| \| \| \| \| \| \| \| \| \| \| \| \| \| \| \| \| \| \| \| \| \| \| \| \| \| \| \| \| \| \| \| \| \| \| \| \| \| \| \| \| \| \| \| \| \| \| \| \| \| \| \| \| \| \| \| \| \| \| \| \| \| \| \| \| \| \| \| \| \| \| \| \| \| \| \| \| \| \| \| \| \| \| \| \| \| \| \| \| \| \| \| \| \| \| \| \| \| \| \| \| \| \| \| \| \| \| \| \| \| \| \| \| \| \| \| \| \| \| \| \| \| \| \| \| \| \| \| Shishman \| Shishman \| Shishman \| Shishman \| Shishman \| Shishman \| \| \| 2 Desconocido \| 2 Desconocido \| 2 Desconocido \| 2 Desconocido \| 2 Desconocido \| 2 Desconocido \| \| \| \| \| \| \| \| \| \| \| \| \| \| \| \| \| \| \| \| \| \| \| \| \| \| \| \| \| \| \| \| \| \| \| \| \| \| \| \| \| \| \| \| \| \| \| \| \| \| \| \| \| \| \| \| \| \| \| \| \| \| \| \| \| \| \| |                                                              |                                                              |                                                              |                                                              |                                                              |  |  |                                                              |                                                              |                                                              |                                                              |                                                              |                                                              |  |  |                                                             |                                                             |                                                             |                                                             |                                                             |                                                             |  |  |                                               |                                               |                                               |                                               |                                               |                                               |  |  |                                                    |                                                    |                                                    |                                                    |                                                    |                                                    |  |  |                                                      |                                                      |                                                      |                                                      |                                                      |                                                      |          |          |                                                            |                                                            |                                                            |                                                            |                                                            |                                                            |               |               |               |               |              |              |              |              |  |  |                                                            |                                                            |                                                            |                                                            |                                                            |                                                            |  |  |  |  |  |  |  |  |  |  |  |  |  |  |  |  |  |  |  |  |  |  |  |  |  |  |  |  |  |  |  |  |  |  |  |  |  |  |  |  |  |  |  |  |  |  |  |  |  |  |  |  |  |  |
| |                                                              |                                                              |                                                              |                                                              |                                                              |  |  |                                                              |                                                              |                                                              |                                                              |                                                              |                                                              |  |  |                                                             |                                                             |                                                             |                                                             |                                                             |                                                             |  |  |                                               |                                               |                                               |                                               |                                               |                                               |  |  |                                                    |                                                    |                                                    |                                                    |                                                    |                                                    |  |  | Shishman Casado con Desconocida                      |                                                      |                                                      |                                                      |                                                      |                                                      |          |          |                                                            |                                                            |                                                            |                                                            |                                                            |                                                            |               |               |               |               |              |              |              |              |  |  |                                                            |                                                            |                                                            |                                                            |                                                            |                                                            |  |  |  |  |  |  |  |  |  |  |  |  |  |  |  |  |  |  |  |  |  |  |  |  |  |  |  |  |  |  |  |  |  |  |  |  |  |  |  |  |  |  |  |  |  |  |  |  |  |  |  |  |  |  |
| |                                                              |                                                              |                                                              |                                                              |                                                              |  |  |                                                              |                                                              |                                                              |                                                              |                                                              |                                                              |  |  |                                                             |                                                             |                                                             |                                                             |                                                             |                                                             |  |  |                                               |                                               |                                               |                                               |                                               |                                               |  |  |                                                    |                                                    |                                                    |                                                    |                                                    |                                                    |  |  |                                                      |                                                      |                                                      |                                                      |                                                      |                                                      |          |          |                                                            |                                                            |                                                            |                                                            |                                                            |                                                            |               |               |               |               |              |              |              |              |  |  |                                                            |                                                            |                                                            |                                                            |                                                            |                                                            |  |  |  |  |  |  |  |  |  |  |  |  |  |  |  |  |  |  |  |  |  |  |  |  |  |  |  |  |  |  |  |  |  |  |  |  |  |  |  |  |  |  |  |  |  |  |  |  |  |  |  |  |  |  |
| |                                                              |                                                              |                                                              |                                                              |                                                              |  |  |                                                              |                                                              |                                                              |                                                              |                                                              |                                                              |  |  |                                                             |                                                             |                                                             |                                                             |                                                             |                                                             |  |  |                                               |                                               |                                               |                                               |                                               |                                               |  |  |                                                    |                                                    |                                                    |                                                    |                                                    |                                                    |  |  |                                                      |                                                      |                                                      |                                                      |                                                      |                                                      |          |          |                                                            |                                                            |                                                            |                                                            |                                                            |                                                            |               |               |               |               |              |              |              |              |  |  |                                                            |                                                            |                                                            |                                                            |                                                            |                                                            |  |  |  |  |  |  |  |  |  |  |  |  |  |  |  |  |  |  |  |  |  |  |  |  |  |  |  |  |  |  |  |  |  |  |  |  |  |  |  |  |  |  |  |  |  |  |  |  |  |  |  |  |  |  |
| |                                                              |                                                              |                                                              |                                                              |                                                              |  |  |                                                              |                                                              |                                                              |                                                              |                                                              |                                                              |  |  | Miguel Shishman Casado con 1. Ana Neda 2. Teodora Paleóloga | Miguel Shishman Casado con 1. Ana Neda 2. Teodora Paleóloga | Miguel Shishman Casado con 1. Ana Neda 2. Teodora Paleóloga | Miguel Shishman Casado con 1. Ana Neda 2. Teodora Paleóloga | Miguel Shishman Casado con 1. Ana Neda 2. Teodora Paleóloga | Miguel Shishman Casado con 1. Ana Neda 2. Teodora Paleóloga |  |  |                                               |                                               |                                               |                                               |                                               |                                               |  |  |                                                    |                                                    |                                                    |                                                    |                                                    |                                                    |  |  | Belaur                                               | Belaur                                               | Belaur                                               | Belaur                                               | Belaur                                               | Belaur                                               |          |          | Keratsa Petritsa, casada con el déspota Esratsimir de Kran | Keratsa Petritsa, casada con el déspota Esratsimir de Kran | Keratsa Petritsa, casada con el déspota Esratsimir de Kran | Keratsa Petritsa, casada con el déspota Esratsimir de Kran | Keratsa Petritsa, casada con el déspota Esratsimir de Kran | Keratsa Petritsa, casada con el déspota Esratsimir de Kran |               |               |               |               |              |              |              |              |  |  |                                                            |                                                            |                                                            |                                                            |                                                            |                                                            |  |  |  |  |  |  |  |  |  |  |  |  |  |  |  |  |  |  |  |  |  |  |  |  |  |  |  |  |  |  |  |  |  |  |  |  |  |  |  |  |  |  |  |  |  |  |  |  |  |  |  |  |  |  |
| |                                                              |                                                              |                                                              |                                                              |                                                              |  |  |                                                              |                                                              |                                                              |                                                              |                                                              |                                                              |  |  | Miguel Shishman Casado con 1. Ana Neda 2. Teodora Paleóloga | Miguel Shishman Casado con 1. Ana Neda 2. Teodora Paleóloga | Miguel Shishman Casado con 1. Ana Neda 2. Teodora Paleóloga | Miguel Shishman Casado con 1. Ana Neda 2. Teodora Paleóloga | Miguel Shishman Casado con 1. Ana Neda 2. Teodora Paleóloga | Miguel Shishman Casado con 1. Ana Neda 2. Teodora Paleóloga |  |  |                                               |                                               |                                               |                                               |                                               |                                               |  |  |                                                    |                                                    |                                                    |                                                    |                                                    |                                                    |  |  | Belaur                                               | Belaur                                               | Belaur                                               | Belaur                                               | Belaur                                               | Belaur                                               |          |          | Keratsa Petritsa, casada con el déspota Esratsimir de Kran | Keratsa Petritsa, casada con el déspota Esratsimir de Kran | Keratsa Petritsa, casada con el déspota Esratsimir de Kran | Keratsa Petritsa, casada con el déspota Esratsimir de Kran | Keratsa Petritsa, casada con el déspota Esratsimir de Kran | Keratsa Petritsa, casada con el déspota Esratsimir de Kran |               |               |               |               |              |              |              |              |  |  |                                                            |                                                            |                                                            |                                                            |                                                            |                                                            |  |  |  |  |  |  |  |  |  |  |  |  |  |  |  |  |  |  |  |  |  |  |  |  |  |  |  |  |  |  |  |  |  |  |  |  |  |  |  |  |  |  |  |  |  |  |  |  |  |  |  |  |  |  |
| |                                                              |                                                              |                                                              |                                                              |                                                              |  |  |                                                              |                                                              |                                                              |                                                              |                                                              |                                                              |  |  |                                                             |                                                             |                                                             |                                                             |                                                             |                                                             |  |  |                                               |                                               |                                               |                                               |                                               |                                               |  |  |                                                    |                                                    |                                                    |                                                    |                                                    |                                                    |  |  |                                                      |                                                      |                                                      |                                                      |                                                      |                                                      |          |          |                                                            |                                                            |                                                            |                                                            |                                                            |                                                            |               |               |               |               |              |              |              |              |  |  |                                                            |                                                            |                                                            |                                                            |                                                            |                                                            |  |  |  |  |  |  |  |  |  |  |  |  |  |  |  |  |  |  |  |  |  |  |  |  |  |  |  |  |  |  |  |  |  |  |  |  |  |  |  |  |  |  |  |  |  |  |  |  |  |  |  |  |  |  |
| 1. Iván Esteban | 1. Iván Esteban                                              | 1. Iván Esteban                                              | 1. Iván Esteban                                              | 1. Iván Esteban                                              | 1. Iván Esteban                                              |  |  | 1. Shishman                                                  | 1. Shishman                                                  | 1. Shishman                                                  | 1. Shishman                                                  | 1. Shishman                                                  | 1. Shishman                                                  |  |  | 1. Miguel, Casado con Desconocida                           | 1. Miguel, Casado con Desconocida                           | 1. Miguel, Casado con Desconocida                           | 1. Miguel, Casado con Desconocida                           | 1. Miguel, Casado con Desconocida                           | 1. Miguel, Casado con Desconocida                           |  |  | 1. Ludovico                                   | 1. Ludovico                                   | 1. Ludovico                                   | 1. Ludovico                                   | 1. Ludovico                                   | 1. Ludovico                                   |  |  | 2. Desconocido                                     | 2. Desconocido                                     | 2. Desconocido                                     | 2. Desconocido                                     | 2. Desconocido                                     | 2. Desconocido                                     |  |  |                                                      |                                                      |                                                      |                                                      |                                                      |                                                      |          |          |                                                            |                                                            |                                                            |                                                            |                                                            |                                                            |               |               |               |               |              |              |              |              |  |  |                                                            |                                                            |                                                            |                                                            |                                                            |                                                            |  |  |  |  |  |  |  |  |  |  |  |  |  |  |  |  |  |  |  |  |  |  |  |  |  |  |  |  |  |  |  |  |  |  |  |  |  |  |  |  |  |  |  |  |  |  |  |  |  |  |  |  |  |  |
| 1. Iván Esteban | 1. Iván Esteban                                              | 1. Iván Esteban                                              | 1. Iván Esteban                                              | 1. Iván Esteban                                              | 1. Iván Esteban                                              |  |  | 1. Shishman                                                  | 1. Shishman                                                  | 1. Shishman                                                  | 1. Shishman                                                  | 1. Shishman                                                  | 1. Shishman                                                  |  |  | 1. Miguel, Casado con Desconocida                           | 1. Miguel, Casado con Desconocida                           | 1. Miguel, Casado con Desconocida                           | 1. Miguel, Casado con Desconocida                           | 1. Miguel, Casado con Desconocida                           | 1. Miguel, Casado con Desconocida                           |  |  | 1. Ludovico                                   | 1. Ludovico                                   | 1. Ludovico                                   | 1. Ludovico                                   | 1. Ludovico                                   | 1. Ludovico                                   |  |  | 2. Desconocido                                     | 2. Desconocido                                     | 2. Desconocido                                     | 2. Desconocido                                     | 2. Desconocido                                     | 2. Desconocido                                     |  |  |                                                      |                                                      |                                                      |                                                      |                                                      |                                                      |          |          |                                                            |                                                            |                                                            |                                                            |                                                            |                                                            |               |               |               |               |              |              |              |              |  |  |                                                            |                                                            |                                                            |                                                            |                                                            |                                                            |  |  |  |  |  |  |  |  |  |  |  |  |  |  |  |  |  |  |  |  |  |  |  |  |  |  |  |  |  |  |  |  |  |  |  |  |  |  |  |  |  |  |  |  |  |  |  |  |  |  |  |  |  |  |
| |                                                              |                                                              |                                                              |                                                              |                                                              |  |  |                                                              |                                                              |                                                              |                                                              |                                                              |                                                              |  |  |                                                             |                                                             |                                                             |                                                             |                                                             |                                                             |  |  |                                               |                                               |                                               |                                               |                                               |                                               |  |  |                                                    |                                                    |                                                    |                                                    |                                                    |                                                    |  |  |                                                      |                                                      |                                                      |                                                      |                                                      |                                                      |          |          |                                                            |                                                            |                                                            |                                                            |                                                            |                                                            |               |               |               |               |              |              |              |              |  |  |                                                            |                                                            |                                                            |                                                            |                                                            |                                                            |  |  |  |  |  |  |  |  |  |  |  |  |  |  |  |  |  |  |  |  |  |  |  |  |  |  |  |  |  |  |  |  |  |  |  |  |  |  |  |  |  |  |  |  |  |  |  |  |  |  |  |  |  |  |
| Iván Alejandro casado con 1. Teodora Basarab 2. Sara Teodora | Iván Alejandro casado con 1. Teodora Basarab 2. Sara Teodora | Iván Alejandro casado con 1. Teodora Basarab 2. Sara Teodora | Iván Alejandro casado con 1. Teodora Basarab 2. Sara Teodora | Iván Alejandro casado con 1. Teodora Basarab 2. Sara Teodora | Iván Alejandro casado con 1. Teodora Basarab 2. Sara Teodora |  |  | Juan Comneno Asen casado con 1. Desconocida 2. Ana Paleóloga | Juan Comneno Asen casado con 1. Desconocida 2. Ana Paleóloga | Juan Comneno Asen casado con 1. Desconocida 2. Ana Paleóloga | Juan Comneno Asen casado con 1. Desconocida 2. Ana Paleóloga | Juan Comneno Asen casado con 1. Desconocida 2. Ana Paleóloga | Juan Comneno Asen casado con 1. Desconocida 2. Ana Paleóloga |  |  | Miguel casado con Desconocida                               | Miguel casado con Desconocida                               | Miguel casado con Desconocida                               | Miguel casado con Desconocida                               | Miguel casado con Desconocida                               | Miguel casado con Desconocida                               |  |  | Helena casada con Esteban Dušan               | Helena casada con Esteban Dušan               | Helena casada con Esteban Dušan               | Helena casada con Esteban Dušan               | Helena casada con Esteban Dušan               | Helena casada con Esteban Dušan               |  |  | Teodora                                            | Teodora                                            | Teodora                                            | Teodora                                            | Teodora                                            | Teodora                                            |  |  |                                                      |                                                      |                                                      |                                                      |                                                      |                                                      |          |          |                                                            |                                                            |                                                            |                                                            |                                                            |                                                            |               |               |               |               |              |              |              |              |  |  |                                                            |                                                            |                                                            |                                                            |                                                            |                                                            |  |  |  |  |  |  |  |  |  |  |  |  |  |  |  |  |  |  |  |  |  |  |  |  |  |  |  |  |  |  |  |  |  |  |  |  |  |  |  |  |  |  |  |  |  |  |  |  |  |  |  |  |  |  |
| Iván Alejandro casado con 1. Teodora Basarab 2. Sara Teodora | Iván Alejandro casado con 1. Teodora Basarab 2. Sara Teodora | Iván Alejandro casado con 1. Teodora Basarab 2. Sara Teodora | Iván Alejandro casado con 1. Teodora Basarab 2. Sara Teodora | Iván Alejandro casado con 1. Teodora Basarab 2. Sara Teodora | Iván Alejandro casado con 1. Teodora Basarab 2. Sara Teodora |  |  | Juan Comneno Asen casado con 1. Desconocida 2. Ana Paleóloga | Juan Comneno Asen casado con 1. Desconocida 2. Ana Paleóloga | Juan Comneno Asen casado con 1. Desconocida 2. Ana Paleóloga | Juan Comneno Asen casado con 1. Desconocida 2. Ana Paleóloga | Juan Comneno Asen casado con 1. Desconocida 2. Ana Paleóloga | Juan Comneno Asen casado con 1. Desconocida 2. Ana Paleóloga |  |  | Miguel casado con Desconocida                               | Miguel casado con Desconocida                               | Miguel casado con Desconocida                               | Miguel casado con Desconocida                               | Miguel casado con Desconocida                               | Miguel casado con Desconocida                               |  |  | Helena casada con Esteban Dušan               | Helena casada con Esteban Dušan               | Helena casada con Esteban Dušan               | Helena casada con Esteban Dušan               | Helena casada con Esteban Dušan               | Helena casada con Esteban Dušan               |  |  | Teodora                                            | Teodora                                            | Teodora                                            | Teodora                                            | Teodora                                            | Teodora                                            |  |  |                                                      |                                                      |                                                      |                                                      |                                                      |                                                      |          |          |                                                            |                                                            |                                                            |                                                            |                                                            |                                                            |               |               |               |               |              |              |              |              |  |  |                                                            |                                                            |                                                            |                                                            |                                                            |                                                            |  |  |  |  |  |  |  |  |  |  |  |  |  |  |  |  |  |  |  |  |  |  |  |  |  |  |  |  |  |  |  |  |  |  |  |  |  |  |  |  |  |  |  |  |  |  |  |  |  |  |  |  |  |  |
| |                                                              |                                                              |                                                              |                                                              |                                                              |  |  |                                                              |                                                              |                                                              |                                                              |                                                              |                                                              |  |  |                                                             |                                                             |                                                             |                                                             |                                                             |                                                             |  |  | Alejandro Comneno Asen, Xenia Comnena         | Alejandro Comneno Asen, Xenia Comnena         | Alejandro Comneno Asen, Xenia Comnena         | Alejandro Comneno Asen, Xenia Comnena         | Alejandro Comneno Asen, Xenia Comnena         | Alejandro Comneno Asen, Xenia Comnena         |  |  | Shishman                                           | Shishman                                           | Shishman                                           | Shishman                                           | Shishman                                           | Shishman                                           |  |  |                                                      |                                                      |                                                      |                                                      |                                                      |                                                      |          |          |                                                            |                                                            |                                                            |                                                            |                                                            |                                                            |               |               |               |               |              |              |              |              |  |  |                                                            |                                                            |                                                            |                                                            |                                                            |                                                            |  |  |  |  |  |  |  |  |  |  |  |  |  |  |  |  |  |  |  |  |  |  |  |  |  |  |  |  |  |  |  |  |  |  |  |  |  |  |  |  |  |  |  |  |  |  |  |  |  |  |  |  |  |  |
| |                                                              |                                                              |                                                              |                                                              |                                                              |  |  |                                                              |                                                              |                                                              |                                                              |                                                              |                                                              |  |  |                                                             |                                                             |                                                             |                                                             |                                                             |                                                             |  |  | Alejandro Comneno Asen, Xenia Comnena         | Alejandro Comneno Asen, Xenia Comnena         | Alejandro Comneno Asen, Xenia Comnena         | Alejandro Comneno Asen, Xenia Comnena         | Alejandro Comneno Asen, Xenia Comnena         | Alejandro Comneno Asen, Xenia Comnena         |  |  | Shishman                                           | Shishman                                           | Shishman                                           | Shishman                                           | Shishman                                           | Shishman                                           |  |  |                                                      |                                                      |                                                      |                                                      |                                                      |                                                      |          |          |                                                            |                                                            |                                                            |                                                            |                                                            |                                                            |               |               |               |               |              |              |              |              |  |  |                                                            |                                                            |                                                            |                                                            |                                                            |                                                            |  |  |  |  |  |  |  |  |  |  |  |  |  |  |  |  |  |  |  |  |  |  |  |  |  |  |  |  |  |  |  |  |  |  |  |  |  |  |  |  |  |  |  |  |  |  |  |  |  |  |  |  |  |  |
| |                                                              |                                                              |                                                              |                                                              |                                                              |  |  |                                                              |                                                              |                                                              |                                                              |                                                              |                                                              |  |  |                                                             |                                                             |                                                             |                                                             |                                                             |                                                             |  |  |                                               |                                               |                                               |                                               |                                               |                                               |  |  |                                                    |                                                    |                                                    |                                                    |                                                    |                                                    |  |  |                                                      |                                                      |                                                      |                                                      |                                                      |                                                      |          |          |                                                            |                                                            |                                                            |                                                            |                                                            |                                                            |               |               |               |               |              |              |              |              |  |  |                                                            |                                                            |                                                            |                                                            |                                                            |                                                            |  |  |  |  |  |  |  |  |  |  |  |  |  |  |  |  |  |  |  |  |  |  |  |  |  |  |  |  |  |  |  |  |  |  |  |  |  |  |  |  |  |  |  |  |  |  |  |  |  |  |  |  |  |  |
| 1. Miguel Asen IV Casado con Irene Paleóloga | 1. Miguel Asen IV Casado con Irene Paleóloga                 | 1. Miguel Asen IV Casado con Irene Paleóloga                 | 1. Miguel Asen IV Casado con Irene Paleóloga                 | 1. Miguel Asen IV Casado con Irene Paleóloga                 | 1. Miguel Asen IV Casado con Irene Paleóloga                 |  |  | 1. Iván Esratsimir casado con Ana                            | 1. Iván Esratsimir casado con Ana                            | 1. Iván Esratsimir casado con Ana                            | 1. Iván Esratsimir casado con Ana                            | 1. Iván Esratsimir casado con Ana                            | 1. Iván Esratsimir casado con Ana                            |  |  | 1. Iván Asen IV                                             | 1. Iván Asen IV                                             | 1. Iván Asen IV                                             | 1. Iván Asen IV                                             | 1. Iván Asen IV                                             | 1. Iván Asen IV                                             |  |  | 1. Kera Tamara casada con Constantino Murad I | 1. Kera Tamara casada con Constantino Murad I | 1. Kera Tamara casada con Constantino Murad I | 1. Kera Tamara casada con Constantino Murad I | 1. Kera Tamara casada con Constantino Murad I | 1. Kera Tamara casada con Constantino Murad I |  |  | 2. Keratsa-María casada con Andrónico IV Paleólogo | 2. Keratsa-María casada con Andrónico IV Paleólogo | 2. Keratsa-María casada con Andrónico IV Paleólogo | 2. Keratsa-María casada con Andrónico IV Paleólogo | 2. Keratsa-María casada con Andrónico IV Paleólogo | 2. Keratsa-María casada con Andrónico IV Paleólogo |  |  | 2. Iván Shishman casado con 1. Kira María 2. Dragana | 2. Iván Shishman casado con 1. Kira María 2. Dragana | 2. Iván Shishman casado con 1. Kira María 2. Dragana | 2. Iván Shishman casado con 1. Kira María 2. Dragana | 2. Iván Shishman casado con 1. Kira María 2. Dragana | 2. Iván Shishman casado con 1. Kira María 2. Dragana |          |          | 2. Iván Asen V                                             | 2. Iván Asen V                                             | 2. Iván Asen V                                             | 2. Iván Asen V                                             | 2. Iván Asen V                                             | 2. Iván Asen V                                             |               |               | 2. Desislava  | 2. Desislava  | 2. Desislava | 2. Desislava | 2. Desislava | 2. Desislava |  |  | 2. Vasilisa                                                | 2. Vasilisa                                                | 2. Vasilisa                                                | 2. Vasilisa                                                | 2. Vasilisa                                                | 2. Vasilisa                                                |  |  |  |  |  |  |  |  |  |  |  |  |  |  |  |  |  |  |  |  |  |  |  |  |  |  |  |  |  |  |  |  |  |  |  |  |  |  |  |  |  |  |  |  |  |  |  |  |  |  |  |  |  |  |
| 1. Miguel Asen IV Casado con Irene Paleóloga | 1. Miguel Asen IV Casado con Irene Paleóloga                 | 1. Miguel Asen IV Casado con Irene Paleóloga                 | 1. Miguel Asen IV Casado con Irene Paleóloga                 | 1. Miguel Asen IV Casado con Irene Paleóloga                 | 1. Miguel Asen IV Casado con Irene Paleóloga                 |  |  | 1. Iván Esratsimir casado con Ana                            | 1. Iván Esratsimir casado con Ana                            | 1. Iván Esratsimir casado con Ana                            | 1. Iván Esratsimir casado con Ana                            | 1. Iván Esratsimir casado con Ana                            | 1. Iván Esratsimir casado con Ana                            |  |  | 1. Iván Asen IV                                             | 1. Iván Asen IV                                             | 1. Iván Asen IV                                             | 1. Iván Asen IV                                             | 1. Iván Asen IV                                             | 1. Iván Asen IV                                             |  |  | 1. Kera Tamara casada con Constantino Murad I | 1. Kera Tamara casada con Constantino Murad I | 1. Kera Tamara casada con Constantino Murad I | 1. Kera Tamara casada con Constantino Murad I | 1. Kera Tamara casada con Constantino Murad I | 1. Kera Tamara casada con Constantino Murad I |  |  | 2. Keratsa-María casada con Andrónico IV Paleólogo | 2. Keratsa-María casada con Andrónico IV Paleólogo | 2. Keratsa-María casada con Andrónico IV Paleólogo | 2. Keratsa-María casada con Andrónico IV Paleólogo | 2. Keratsa-María casada con Andrónico IV Paleólogo | 2. Keratsa-María casada con Andrónico IV Paleólogo |  |  | 2. Iván Shishman casado con 1. Kira María 2. Dragana | 2. Iván Shishman casado con 1. Kira María 2. Dragana | 2. Iván Shishman casado con 1. Kira María 2. Dragana | 2. Iván Shishman casado con 1. Kira María 2. Dragana | 2. Iván Shishman casado con 1. Kira María 2. Dragana | 2. Iván Shishman casado con 1. Kira María 2. Dragana |          |          | 2. Iván Asen V                                             | 2. Iván Asen V                                             | 2. Iván Asen V                                             | 2. Iván Asen V                                             | 2. Iván Asen V                                             | 2. Iván Asen V                                             |               |               | 2. Desislava  | 2. Desislava  | 2. Desislava | 2. Desislava | 2. Desislava | 2. Desislava |  |  | 2. Vasilisa                                                | 2. Vasilisa                                                | 2. Vasilisa                                                | 2. Vasilisa                                                | 2. Vasilisa                                                | 2. Vasilisa                                                |  |  |  |  |  |  |  |  |  |  |  |  |  |  |  |  |  |  |  |  |  |  |  |  |  |  |  |  |  |  |  |  |  |  |  |  |  |  |  |  |  |  |  |  |  |  |  |  |  |  |  |  |  |  |
| |                                                              |                                                              |                                                              |                                                              |                                                              |  |  |                                                              |                                                              |                                                              |                                                              |                                                              |                                                              |  |  |                                                             |                                                             |                                                             |                                                             |                                                             |                                                             |  |  |                                               |                                               |                                               |                                               |                                               |                                               |  |  |                                                    |                                                    |                                                    |                                                    |                                                    |                                                    |  |  |                                                      |                                                      |                                                      |                                                      |                                                      |                                                      |          |          |                                                            |                                                            |                                                            |                                                            |                                                            |                                                            |               |               |               |               |              |              |              |              |  |  |                                                            |                                                            |                                                            |                                                            |                                                            |                                                            |  |  |  |  |  |  |  |  |  |  |  |  |  |  |  |  |  |  |  |  |  |  |  |  |  |  |  |  |  |  |  |  |  |  |  |  |  |  |  |  |  |  |  |  |  |  |  |  |  |  |  |  |  |  |
| Constantino II | Constantino II                                               | Constantino II                                               | Constantino II                                               | Constantino II                                               | Constantino II                                               |  |  | Dorotea casada con Tvrtko I de Bosnia                        | Dorotea casada con Tvrtko I de Bosnia                        | Dorotea casada con Tvrtko I de Bosnia                        | Dorotea casada con Tvrtko I de Bosnia                        | Dorotea casada con Tvrtko I de Bosnia                        | Dorotea casada con Tvrtko I de Bosnia                        |  |  | Hija desconocida                                            | Hija desconocida                                            | Hija desconocida                                            | Hija desconocida                                            | Hija desconocida                                            | Hija desconocida                                            |  |  | Juan VII Paleólogo                            | Juan VII Paleólogo                            | Juan VII Paleólogo                            | Juan VII Paleólogo                            | Juan VII Paleólogo                            | Juan VII Paleólogo                            |  |  | 2 hijas desconocidas                               | 2 hijas desconocidas                               | 2 hijas desconocidas                               | 2 hijas desconocidas                               | 2 hijas desconocidas                               | 2 hijas desconocidas                               |  |  | Alejandro                                            | Alejandro                                            | Alejandro                                            | Alejandro                                            | Alejandro                                            | Alejandro                                            |          |          | Fruzhin                                                    | Fruzhin                                                    | Fruzhin                                                    | Fruzhin                                                    | Fruzhin                                                    | Fruzhin                                                    |               |               | Keratsa       | Keratsa       | Keratsa      | Keratsa      | Keratsa      | Keratsa      |  |  | 4 desconocido; Patriarca José II posiblemente un ilegítimo | 4 desconocido; Patriarca José II posiblemente un ilegítimo | 4 desconocido; Patriarca José II posiblemente un ilegítimo | 4 desconocido; Patriarca José II posiblemente un ilegítimo | 4 desconocido; Patriarca José II posiblemente un ilegítimo | 4 desconocido; Patriarca José II posiblemente un ilegítimo |  |  |  |  |  |  |  |  |  |  |  |  |  |  |  |  |  |  |  |  |  |  |  |  |  |  |  |  |  |  |  |  |  |  |  |  |  |  |  |  |  |  |  |  |  |  |  |  |  |  |  |  |  |  |
| Constantino II | Constantino II                                               | Constantino II                                               | Constantino II                                               | Constantino II                                               | Constantino II                                               |  |  | Dorotea casada con Tvrtko I de Bosnia                        | Dorotea casada con Tvrtko I de Bosnia                        | Dorotea casada con Tvrtko I de Bosnia                        | Dorotea casada con Tvrtko I de Bosnia                        | Dorotea casada con Tvrtko I de Bosnia                        | Dorotea casada con Tvrtko I de Bosnia                        |  |  | Hija desconocida                                            | Hija desconocida                                            | Hija desconocida                                            | Hija desconocida                                            | Hija desconocida                                            | Hija desconocida                                            |  |  | Juan VII Paleólogo                            | Juan VII Paleólogo                            | Juan VII Paleólogo                            | Juan VII Paleólogo                            | Juan VII Paleólogo                            | Juan VII Paleólogo                            |  |  | 2 hijas desconocidas                               | 2 hijas desconocidas                               | 2 hijas desconocidas                               | 2 hijas desconocidas                               | 2 hijas desconocidas                               | 2 hijas desconocidas                               |  |  | Alejandro                                            | Alejandro                                            | Alejandro                                            | Alejandro                                            | Alejandro                                            | Alejandro                                            |          |          | Fruzhin                                                    | Fruzhin                                                    | Fruzhin                                                    | Fruzhin                                                    | Fruzhin                                                    | Fruzhin                                                    |               |               | Keratsa       | Keratsa       | Keratsa      | Keratsa      | Keratsa      | Keratsa      |  |  | 4 desconocido; Patriarca José II posiblemente un ilegítimo | 4 desconocido; Patriarca José II posiblemente un ilegítimo | 4 desconocido; Patriarca José II posiblemente un ilegítimo | 4 desconocido; Patriarca José II posiblemente un ilegítimo | 4 desconocido; Patriarca José II posiblemente un ilegítimo | 4 desconocido; Patriarca José II posiblemente un ilegítimo |  |  |  |  |  |  |  |  |  |  |  |  |  |  |  |  |  |  |  |  |  |  |  |  |  |  |  |  |  |  |  |  |  |  |  |  |  |  |  |  |  |  |  |  |  |  |  |  |  |  |  |  |  |  |
| |                                                              |                                                              |                                                              |                                                              |                                                              |  |  |                                                              |                                                              |                                                              |                                                              |                                                              |                                                              |  |  |                                                             |                                                             |                                                             |                                                             |                                                             |                                                             |  |  |                                               |                                               |                                               |                                               |                                               |                                               |  |  |                                                    |                                                    |                                                    |                                                    |                                                    |                                                    |  |  |                                                      |                                                      |                                                      |                                                      |                                                      |                                                      |          |          |                                                            |                                                            |                                                            |                                                            |                                                            |                                                            |               |               |               |               |              |              |              |              |  |  |                                                            |                                                            |                                                            |                                                            |                                                            |                                                            |  |  |  |  |  |  |  |  |  |  |  |  |  |  |  |  |  |  |  |  |  |  |  |  |  |  |  |  |  |  |  |  |  |  |  |  |  |  |  |  |  |  |  |  |  |  |  |  |  |  |  |  |  |  |
| |                                                              |                                                              |                                                              |                                                              |                                                              |  |  |                                                              |                                                              |                                                              |                                                              |                                                              |                                                              |  |  |                                                             |                                                             |                                                             |                                                             |                                                             |                                                             |  |  |                                               |                                               |                                               |                                               |                                               |                                               |  |  |                                                    |                                                    |                                                    |                                                    |                                                    |                                                    |  |  |                                                      |                                                      |                                                      |                                                      | Shishman                                             | Shishman                                             | Shishman | Shishman | Shishman                                                   | Shishman                                                   |                                                            |                                                            | 2 Desconocido                                              | 2 Desconocido                                              | 2 Desconocido | 2 Desconocido | 2 Desconocido | 2 Desconocido |              |              |              |              |  |  |                                                            |                                                            |                                                            |                                                            |                                                            |                                                            |  |  |  |  |  |  |  |  |  |  |  |  |  |  |  |  |  |  |  |  |  |  |  |  |  |  |  |  |  |  |  |  |  |  |  |  |  |  |  |  |  |  |  |  |  |  |  |  |  |  |  |  |  |  |

Iván Shishman estaba casado con una búlgara llamada Kira María, que murió a inicios de la década de 1380. Se casó por segunda vez con Dragana Lazarević, la hija del príncipe Lazar de Serbia y Milica Nemanjić, pariente de la antigua dinastía Nemanjić. Su hijo mayor Alejandro se convirtió al Islam bajo el nombre de Iskender, y murió como gobernador de Esmirna en 1418, mientras que su segundo hijo Fruzhin participó en rebeliones y campañas contra los otomanos, tratando de liberar el reino de su padre, y murió en Hungría después de 1444. Se ha especulado que el patriarca José II de Constantinopla fue un hijo ilegítimo suyo.